# Prince Frederick
Prince Frederick – jednostka osadnicza w Stanach Zjednoczonych, w stanie Maryland, w hrabstwie Calvert.